# 摩鹿加海板塊
摩鹿加海板塊是位在印尼大巽他群岛東部的小型板塊。

## 早期歷史
摩鹿加海板块在理论上被认为是一个小的构造板块，承载着北苏拉威西、馬魯古海和一部分在一个散布着许多小板块的地区的班达海。

## 當前歷史
當前該區域也存在一些小型地質活動，如地震。